# HarperCollins
Харпер Колинс (енгл. HarperCollins Publishers LLC) амерички је издавач књига, често сврставан у неформалну групу „великих пет„ (енгл. Big Five) националних издавача. Харпер Колинс представља одсек корпорације News Corp и седиште му се налази у улици Бродвеј у Њујорку. Компанија је настала удруживањем америчке издавачке куће Harper & Row (основана 1817. као J. & J. Harper) с британском кућом William Collins, Sons (основана 1819), по којима носи и тренутно име. Харпер Колинс послује у десетинама држава света, а главне канцеларије налазе се у Сједињеним Државама, Уједињеном Краљевству, Канади, Мексику, Бразилу, Аустралији, Новом Зеланду, Индији, Јапану, Француској, Немачкој, Холандији, Мађарској, Италији, Пољској, Шпанији, Шведској и Швајцарској. Средином 2010-их компанија је издавала око 10.000 књига годишње на 17 различитих језика, под више од 120 брендираних отисака.